# Vilhelm Buhl
Vilhelm Buhl (16. října 1881 – 18. prosince 1954) byl dánský sociálnědemokratický politik. Roku 1942 a roku 1945 byl premiérem Dánska. V letech 1937-1942 byl ministrem financí, roku 1945 ministrem zahraničních věcí, roku 1950 ministrem spravedlnosti.
Byl představitelem dánské Sociální demokracie (Socialdemokraterne).
Jeho první vláda národní jednoty pracovala již za německé okupace. Z funkce musel Buhl odstoupit po tzv. telegramovém incidentu, kdy Adolf Hitler poslal rozsáhlou telegrafickou gratulaci k narozeninám dánskému králi Kristiánu X., ten však odpověděl jen velmi krátce a stroze, což Hitler považoval za urážku, načež utužil okupační režim. V rámci toho byl Buhl nahrazen ve funkci Erikem Scaveniusem.